# Bleuissement du bois
Pour les articles homonymes, voir Bleuissement.

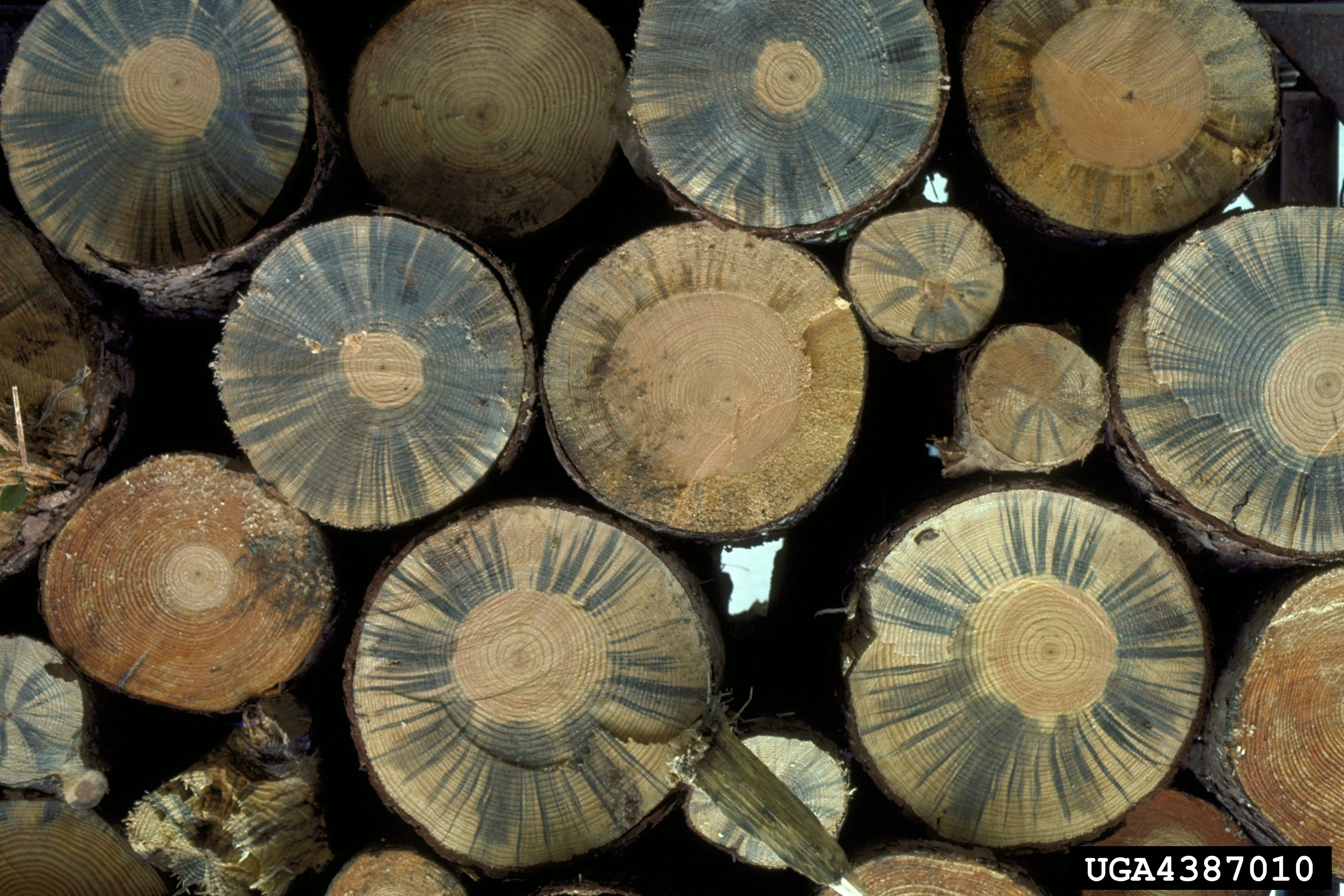
Bleuissement du bois causé par des champignons transmis par des insectes (scolytes en général).

Le bleuissement désigne la décoloration bleue du bois causée par certains champignons se produisant sur un arbre sur pied, sur la grume, ou lors du sciage (bleuissement des sciages se développe après la conversion). Rarement il pénètre au-delà de l'aubier, mais il peut aussi parfois atteindre le duramen de certains bois périssables de couleur claire.
Le bleuissement est causé fréquemment par des champignons des genres: Ceratocystis, Aureobasidium, Lasiodiplodia; aussi causé par Bursaphelenchus xylophilus.
Le bois des résineux, plus spécialement celui des pins, prend souvent, quelque temps après l'abattage ou le débit, une teinte bleu-noirâtre, désignée par bleuissement; on dit aussi que le bois est bleuté. On accorde à cette altération une importance assez grande et on admet que le bois bleui est fortement déprécié, même impropre à la plupart des usages.